# Домінік Мефферт
Домінік Мефферт (нім. Dominik Meffert; нар. 9 квітня 1981) — колишній німецький тенісист.
Найвищу одиночну позицію світового рейтингу — 161 місце досяг 30 січня 2012, парну — 101 місце — 7 квітня 2014 року.

## Титули

### Одиночний розряд (5)
| Легенда (одиночний розряд)                |
| Великий шлем (0)                          |
| Фінали Світового туру ATP (0)             |
| Серія Мастерс 1000 Світового Туру ATP (0) |
| Світовий Тур ATP 500 (0)                  |
| Світовий Тур ATP 250 (0)                  |
| Тур ATP Челленджер (4)                    |
| ITF Ф'ючерс (1)                           |

| Ранг | Дата            | Турнір           | Покриття  | Суперник             | Рахунок        |
| 1.   | 5 вересня 2005  | Баньєр-де-Бігорр | Тверде    | Філіпп Гаммер        | 7–66, 7–5      |
| 2.   | 17 серпня 2009  | Женева           | Ґрунт     | Бенжамен Бальре      | 6–3, 6–1       |
| 3.   | 25 квітня 2010  | Куритиба         | Ґрунт     | Рікардо Мелло        | 6–4, 6–73, 6–2 |
| 4.   | 13 березня 2011 | Кіото            | Килим (i) | Седрік-Марсель Штебе | 4–6, 6–4, 6–2  |
| 5.   | 29 липня 2012   | Оберштауфен      | Ґрунт     | Нільс Ланґер         | 6–4, 6–3       |

### Парний розряд (8)
| Легенда (одиночний розряд)                |
| Великий шлем (0)                          |
| Фінали Світового туру ATP (0)             |
| Серія Мастерс 1000 Світового Туру ATP (0) |
| Світовий Тур ATP 500 (0)                  |
| Світовий Тур ATP 250 (0)                  |
| Тур ATP Челленджер (8)                    |

| Ранг | Дата | Турнір        | Покриття  | Партнер          | Суперники                          | Рахунок               |
| 1.   | 1994 | Фройденштадт  | Ґрунт     | Томас Беренд     | Олександр Сидоренко Міша Зверєв    | 7–5, 7–65             |
| 2.   | 1978 | Дурбан        | Тверде    | Рік де Вуст      | Штефан Волі Ноам Окун              | 6–4, 6–2              |
| 3.   | 1988 | Танжер        | Ґрунт     | Стів Дарсі       | Володимир Ігнатик Мартін Кліжан    | 5–7, 7–5, [10–7]      |
| 4.   | 1988 | Перейра       | Ґрунт     | Філіпп Освальд   | Геро Кречмер Алекс Сачко           | 6–74, 7–66, [10–5]    |
| 5.   | 1981 | Куритиба      | Ґрунт     | Леонарду Таваріш | Рамон Дельгадо Андре Са            | 3–6, 6–2, [10–4]      |
| 6.   | 2002 | Нумеа         | Тверде    | Фредерік Нільсен | Флавіо Чіполла Сімоне Ваньйоцці    | 7–64, 5–7, [10–5]     |
| 7.   | 1996 | Кіото         | Килим (i) | Зімон Штадлер    | Андре Бегеманн Джеймс Лемкі        | 7–5, 2–6, [10–7]      |
| 8.   | 1973 | Дортмунд      | Ґрунт     | Б'єрн Фау        | Теймураз Габашвілі Андрій Кузнєцов | 6–4, 6–3              |
| 9.   | 2004 | Туніс (місто) | Ґрунт     | Філіпп Освальд   | Джеймі Дельгадо Андреас Сільєстрем | 3–6, 7–6(7–0), [10–7] |